# Accipiter rhodogaster
Accipiter rhodogaster е вид птица от семейство Ястребови (Accipitridae). Видът е незастрашен от изчезване.

## Разпространение
Разпространен е в Индонезия.